# Sòra
Sòra (en francès Sore) és un municipi francès situat al departament de les Landes i a la regió de la Nova Aquitània.

## Demografia[Cal actualitzar]
| 1962                                       | 1968 | 1975 | 1982 | 1990 | 1999 | 2007 | 2014 |
| ------------------------------------------ | ---- | ---- | ---- | ---- | ---- | ---- | ---- |
| 807                                        | 933  | 918  | 843  | 883  | 897  | 995  | 1081 |
| Des de 1962: població sense dobles comptes |      |      |      |      |      |      |      |

## Batlles
- 2008-2014 : Max Roumegoux[2] (Partit Socialista (PS))
- 2014 - Vincent Gelley[3]